# Берегова Бейра

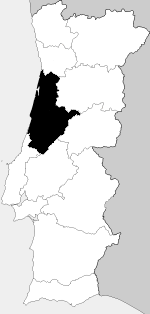
Бейра-Літорал

Берегова́ Бе́йра (порт. Beira Litoral)— у 1936—1976 роках провінція Португалії. Адміністративний центр — місто Коїмбра. Провінція формально з'явилася внаслідок адміністративної реформи 1936 та включала більшу частину території провінції Дору, що існувала в XIX столітті. Припинила існування та зникла з адміністративного вживання після набрання чинності конституції Португалії в 1976. Тим не менш, назва провінції ще вживається в щоденному спілкуванні в Португалії.

## Географія
Межує з півночі з Дору-Літорал, на сході з Бейра-Алта та Бейра-Байша, на південному сході з Рібатежу, на південному заході з Ештремадурой. На заході виходила на Атлантичний океан. 

## Муніципалітети
Муніципалітети, що входили до складу Берегової Бейри в 1936—1979 роках:
Округ Авейру (15 з 19) 
1. Авейру
2. Агеда
3. Албергарія-а-Веля
4. Анадія
5. Вагуш
6. Вале-де-Камбра
7. Ештаррежа
8. Іляву
9. Меаляда
10. Муртоза
11. Олівейра-де-Аземейш
12. Олівейра-ду-Байрру
13. Овар
14. Сан-Жуан-да-Мадейра
15. Север-ду-Вога

Округ Коїмбра (14 з 17) 
1. Арганіл
2. Віла-Нова-де-Пойареш
3. Гойш
4. Кантаньєде
5. Коїмбра
6. Кондейша-а-Нова
7. Лозан
8. Міра
9. Міранда-ду-Корву
10. Монтемор-у-Велю
11. Пенакова
12. Пенела
13. Соре
14. Фігейра-да-Фош

Округ Лейрія (8 з 16)
1. Алвайазере
2. Ансіан
3. Баталя
4. Каштаньєйра-де-Пера
5. Лейрія
6. Педроган-Гранде
7. Помбал
8. Фігейро-душ-Вінюш

Округ Сантарен (8 з 16)
1. Орен